# Lógica difusa aplicada a la informática
La lógica difusa o lógica borrosa (en inglés: fuzzy logic) es un tipo de lógica multivaluada en la cual los valores de verdad de las variables pueden ser cualquier número real compredido entre 0 y 1. Este tipo de lógica se ha empleado para estudiar la verdad parcial, es decir, que los valores de verdad pueden variar entre "completamente verdadero" o "completamente falso". La lógica difusa tiene como base los denominados conjuntos difusos y posee un sistema de inferencia basado en reglas de producción "SI antecedente ENTONCES consecuente", donde los valores lingüísticos del antecedente y el consecuente están definidos por conjuntos difusos.

## Lógica difusa en la Inteligencia Artificial
En la inteligencia artificial, la lógica difusa se encarga de analizar información de la realidad en una escala entre lo verdadero y lo falso y manipula conceptos vagos, por ejemplo: caliente, húmedo o despacio. Esto permite a los ingenieros y expertos construir dispositivos que juzguen la información de una manera determinada y actúen tras interpretar esa información.
En concreto, la lógica borrosa o difusa se encarga de resolver una variedad de problemas estrictamente relacionados con el control de procesos industriales complejos y sistemas de decisión. Éstos sistemas tratan de imitar la forma de tomar decisiones de los humanos, en este caso además de tomar decisiones más rápidamente, lo hacen según la proximidad de los valores de verdad a 0 o a 1, es decir, a "completamente falso" o "completamente verdadero". Un ejemplo de decisión sería:
Si hace muchísimo calor, entonces pongo el aire acondicionado al máximo
Existen algunos lenguajes de programación lógica, como PROLOG, que han incorporado lógica difusa en sus implementaciones. Aquí podemos observar un ejemplo de implementación en PROLOG:
```
if
   
trafico
      
is
  
reducido
 

and
  
peatones
     
is
  
casi
  
nulo
 

then
 
tiempo
-
verde
 
is
  
reducido

```

Con la lógica tradicional, las computadoras sólo pueden trabajar con dos valores, 0 o 1 o verdadero o falso; pero en lógica difusa se emplean métodos matemáticos para describir estados subjetivos, es decir, se asocia un valor concreto para ese estado y según ese valor el computador actúa de una manera u otra dependiendo de cómo esté programado para actuar.